# Franciszka Arnsztajnowa

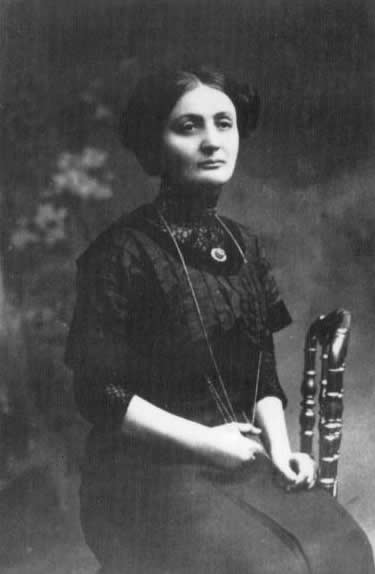
Franciszka Arnstajnnowa (1890–1900)

Franciszka Arnsztajnowa, geborene Meyerson, (* 19. Februar 1865 in Lublin; † August 1942 in Warschau) war eine polnische Dichterin, Dramatikerin und Übersetzerin jüdischer Herkunft. Sie war die Schwester des Philosophen Émile Meyerson.

## Leben
Arnsztajnowa absolvierte das Mädchengymnasium in Lublin und besuchte anschließend pädagogische Kurse in Deutschland. Sie reiste nach Frankreich, Italien und in die Schweiz. 1885 heiratete sie den Arzt Marek Arnsztajn. Mit ihrem Mann lebte sie in Lublin, wo sie sich gemeinsam im lokalen Kulturkreis engagierten, so gründeten sie 1906 die Lubliner Gesellschaft zur Verbreitung von Bildung „Światło“ (Licht).
Als Dichterin debütierte sie 1889 mit dem Zyklus Wrażenia zimowe, die in der Zeitschrift Życie publiziert wurden. In den folgenden Jahren veröffentlichte sie ihre Gedichte im Ateneum, Kalendarz Lubelski, Sfinks, Ziemia Lubelska und Życie. 1914 schloss sie sich der Polska Organizacja Wojskowa an. In den 1920er Jahren war sie im Związek Pracy Obywatelskiej Kobiet tätig. Daneben redigierte sie 1926 den Dodatek Literacki und Dodatek dla Dzieci der Zeitschrift Ziemia Lubelska. Zusammen mit Józef Czechowicz war sie 1932 Mitbegründerin des Lubliner Verbandes der Literaten, dessen Vorsitz sie übernahm. 1934 siedelte sie nach Warschau um, wo sie als Archivarin im Józef-Piłsudski-Institut arbeitete.
Während der Deutschen Besatzung Polens lebte sie weiterhin in Warschau und starb im August 1942 im Warschauer Ghetto.

## Publikationen

### Theaterstücke
- Na kuracji, 1894
- Perkun, 1896
- Na wyżynach, 1899
- Córka, ca. 1901
- W stojącej wodzie, 1901
- Lucaniolo, 1911

### Lyrik
- Poezje, 1895
- Poezje. Seria druga, 1899; 2. Aufl. 1911
- Archanioł jutra, 1924
- Duszki, 1932
- Odloty, 1932
- Stare kamienie, 1934
- Wiersze, 1969
- Zaczarowana wioska, 1984
- Tobie śpiewam, Lublinie, 2004
- Wybór wierszy, 2005

### Prosa
- Niedźwiedź, niedźwiedzica, niedźwiedziątko i małe złotowłose dziewczątko. Bajka dla małych dzieci, ca. 1930

### Übersetzungen
- Douglas William Jerrold: Nauki małżeńskie Pani Caudle, 1923
- H. G. Wells: Syrena. Księżycowa opowieść, 1927
- William Somerset Maugham: Malowana zasłona. Powieść, 1928